# One Man Revolution
One Man Revolution es el álbum debut de The Nightwatchman, nombre artístico adoptado por Tom Morello, conocido por haber sido guitarrista en Rage Against the Machine y en Audioslave. Fue lanzado el 24 de abril del 2007, bajo la producción de Brendan O'Brien. Todas las canciones fueron escritas por Tom Morello. Luego de lanzar este álbum The Nightwatchman se fue de gira por los Estados Unidos a hacer el The Nightwatchaman Tour.

## Lista de temas
Todas las canciones compuestas por Tom Morello.

| N.º | Título                     | Duración |  |
| 1.  | «California's Dark»        | 3:59     |  |
| 2.  | «One Man Revolution»       | 3:24     |  |
| 3.  | «Let Freedom Ring»         | 5:19     |  |
| 4.  | «The Road I Must Travel»   | 3:50     |  |
| 5.  | «The Garden of Gethsemane» | 4:02     |  |
| 6.  | «House Gone Up in Flames»  | 3:23     |  |
| 7.  | «Flesh Shapes the Day»     | 3:43     |  |
| 8.  | «Battle Hymns»             | 4:35     |  |
| 9.  | «Maximum Firepower»        | 4:19     |  |
| 10. | «Union Song»               | 3:15     |  |
| 11. | «No One Left»              | 3:32     |  |
| 12. | «The Dark Clouds Above»    | 2:22     |  |
| 13. | «Until the End»            | 4:23     |  |

## Créditos
- The Nightwatchman es Tom Morello.
- Fue grabado en el Buds Garage, Atlanta, GA y en el Southern Tracks Recording, Atlanta, GA.
- Brendan O'Brien - Productor
- Joe Uehlein - Fotografía
- Sean Ricigliano - Fotografía
- Nick DiDia - Ingeniero de sonido
- Tom Tapley - Asistente de ingeniero de sonido
- Tom Syrowski - Asistente de ingeniero de sonido[3]